# Бутенкове
Бу́тенкове — село в Україні, у Харківському районі Харківської області. Населення становить 3 осіб. Орган місцевого самоврядування — Циркунівська сільська рада.

## Географія
Село Бутенкове знаходиться за 2 км від В'ялівського водосховища і за 6 км від річки Харків. За 1,5 км розташовані села Черняки, Ключки (зняте з обліку в 1999 році) і Момотове.